# Castillo de las Arguijuelas de Arriba
El castillo de las Arguijuelas de Arriba es un castillo medieval palaciego del siglo XVI de propiedad privada situado dentro del término municipal de Cáceres, a unos doce kilómetros al sur de la capital cacereña.
La edificación se halla en una ubicación privilegiada, en un alto estratégico que constituye la zona más elevada de una finca de trescientas hectáreas de dehesa extremeña, con coto de caza mayor y menor, a escasos metros de la Vía de la Plata, por la cual ya transcurría el Camino de Santiago de la Plata durante su construcción.
Se encuentra a unos quinientos metros del Castillo de las Arguijuelas de Abajo pero en una situación ligeramente más elevada que éste y con unas dimensiones superiores.

## Historia

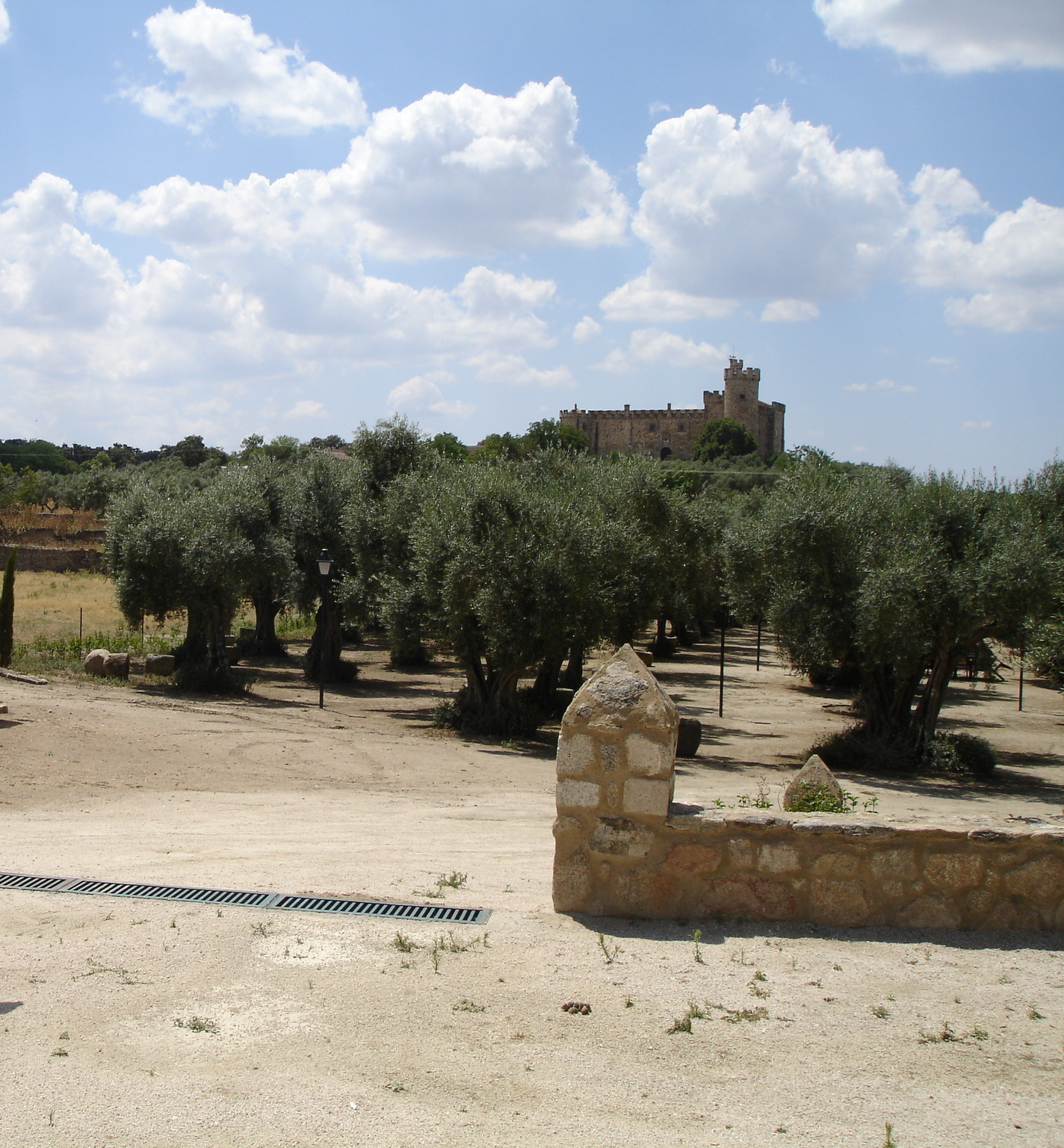
Castillo

Fue construido entre 1513 y 1550 por orden de Don Diego de Ovando de Cáceres. Para el emplazamiento tomó las tierras que su padre, Diego de Cáceres, le había cedido poco antes. El arquitecto encargado de llevar a cabo el encargo fue Pedro de Larrea, maestro de obras de la Orden de Alcántara.
En su construcción se invirtieron mil ducados de oro, que fueron financiados con partes de la dote de la primera esposa de Diego de Ovando, Teresa Rol de la Cerda, razón por la cual las armas de ambos cónyuges se encuentran sobre la portada principal.
A lo largo de la historia ha pasado por manos de distintos nobles.

## Arquitectura
Está conformado por un recinto cuadrado espacioso en cuyos lados se levanta el cuerpo principal y se organiza en torno a un gran patio central. Para su construcción, se utilizaron los sistemas constructivos de mampostería y sillería. Sus muros están almenados y en las esquinas cuenta con cuatro torres, tres circulares y la cuarta, la del homenaje, de forma cuadrangular. Parece que hay vestigios anteriores y que el castillo fue construido poco a poco dada alguna peculiaridad arquitectónica que se puede ver en la galería porticada del patio. En la portada principal, el escudo familiar de piedra en la puerta da la bienvenida al visitante.
En lo referente a elementos arquitectónicos, el castillo cuenta con almenas, patio, galería, torre vigía, cinco torres redondas y una cuadrada, saeteras.
La edificación la conforman mil metros cuadrados construidos organizados en varios niveles, treinta y cinco habitaciones, seis cuartos de baños y cocina de leña, jardín, varios salones, comedor señorial, el patio de forma cuadrangular con arcos, la antigua cochera, las antiguas cocinas, aljibe, fresquera, naves ganaderas, mazmorras y miradores (de uso privado por el momento). Dado que el uso dado en la actualidad al castillo es la celebración de eventos y bodas, se han adaptado cinco habitaciones para tal fin.
No muy lejos del castillo, en el mismo recinto y al otro lado del olivar, se construyó una capilla ordenada por el mismo Diego de Cáceres, después de fallecida su segunda esposa, siendo la capilla una construcción discreta, con un pórtico elevado sobre columnas y capiteles labrados.
Dicha ermita ha sido restaurada y conserva todos los elementos originales y la advocación de la misma es a la Sagrada Familia; que se deduce de la talla situada en el retablo.

## Entorno
La finca de Arguijuela de Arriba está en la localidad de Valdesalor, dentro del término municipal de Cáceres. La finca está dentro de una de las ocho zonas especiales de protección de aves que dispone Cáceres (ZEPA), por lo que se hace posible observar las distintas especies que habitan en esta área. 
Además del castillo, el complejo dispone de varias edificaciones con distinto uso; algunas son sólo para el disfrute de los visitantes y otras que están dedicados a la explotación de la finca:
El olivar; en la finca hay varios olivares de entre los que destaca el olivar de la parte posterior del castillo, donde se ubica la Ermita de la Sagrada Familia, en la cual se celebran actualmente bodas con un encanto romántico y rústico. Se trata de más de 7.000 metros cuadrados con olivos centenarios cuidados de manera totalmente natural y respetando el ritmo de cada uno de ellos.
La ermita; con la advocación de la Sagrada Familia tal y como la talla del retablo representa. Es una construcción discreta pero coqueta con un pórtico elevado sobre columnas y capiteles labrados. Todo ello está rodeado del olivar centenario antes mencionado.
El jardín de estilo francés con más de 3.000 metros cuadrados sigue una estructura ordenada y simétrica organizado en parterres bordeados por caminos y avenidas.
El jardín posee a su entrada un soportal o mirador al estanque cubierto por una glicinia (planta trepadora nativa de EE. UU. y Este de Asia) muy llamativa que lleva durante décadas cobijando a los visitantes del sol. Siguiendo los caminos y pasando por un pequeño estanque con calas se llega a los cenadores del siglo XIX con columnas en hierro fundido decoradas y que fueron restaurados durante el 2015 después décadas caídos. Al fondo del jardín se encuentra un invernadero de 54 metros cuadrados del siglo XIX con cristales pintados a mano. Asimismo, es posible observar el sistema de riesgo tradicional por desbordamiento gracias al estanque situado a la entrada del jardín. Por último, en el jardín se halla la casita de muñecas del siglo XIX (sin restaurar) donde los muebles, puertas, ventanas y objetos tenía un tamaño reducido para el disfrute de los más pequeños del castillo.

## Guerra Civil
Entre los días 8 y 10 de octubre de 1936, y con motivo de la solicitud de ayuda militar de Franco a Hitler, llegaron los primeros carros de combate modelo Panzer I, que habían arribado a Sevilla en barco. Durante bastantes meses se estableció en el castillo una academia de formación de conductores de vehículos blindados, dirigidos por el coronel alemán Wilhelm von Thoma. Posteriormente la academia de formación fue trasladada a la provincia de Toledo, participando el material militar existente en combates en las proximidades de los frentes de Madrid.

## Propiedad y estado de conservación
El castillo se encuentra en buen estado de conservación, recayendo su propiedad en manos privadas. Está protegido por la Declaración genérica del Decreto de 22 de abril de 1949, y la Ley 16/1985 sobre el Patrimonio Histórico Español.
Actualmente tanto el castillo como algunas de las instalaciones que lo rodean están destinadas a una explotación hostelera bajo el nombre de Casa Rural y Salón de Banquetes Castillo de Cáceres. En el castillo hay 5 habitaciones que forman la casa rural y en el interior del mismo, y de las naves ganaderas que están a su lado, se celebran eventos de diversa índole.